# アメリカ統合戦力軍
アメリカ統合戦力軍（アメリカとうごうせんりょくぐん、英語：United States Joint Forces Command、略称：USJFCOM）とは、アメリカ軍に存在した統合軍のひとつ。特定の担当地域を持たない機能別の統合軍の1つであり、司令部はバージニア州ノーフォークに置かれていた。2011年に経費削減のため、廃止された。
JFCOMは、予備役の訓練と即応兵力の確保、各種の装備や戦術の試験・評価を主任務としており、最精鋭の緊急展開部隊と幾つかの予備役部隊を隷下に置いていた。

## 概要
JFCOMは、訓練・教育を通じてアメリカ軍の改革を主導させることや、各部隊の練度向上に貢献させることを目的として、1999年に大西洋軍（USLANTCOM）を改編する形で設置された。大西洋地域の防衛を担当する地域別統合軍の性格を持っていた大西洋軍とは異なり、JFCOMには特定の担当地域は与えられず、アメリカ軍の「変革の研究室（transformation laboratory）」という位置付けのもと、陸・海・空・海兵の四軍の共同戦術やその指揮方法、装備の試験・実用化・訓練などを通じて、四軍の相互運用性・統合運用能力の向上による戦力の強化を目指していた。
また、改革を研究・主導するという役割に加え、部隊兵力の提供者（フォース・プロバイダー）の面も持ち合わせている。JFCOMの前身である大西洋軍は、元々海軍の大西洋艦隊（現在の艦隊総軍）を主戦力として隷下に置き、1993年にはさらに陸軍総軍（FORSCOM）、空軍の航空戦闘軍団（ACC）を隷下に組み込んでいたという経緯もあり、アメリカ本土所在の多くの部隊がJFCOMに組み込まれた。これらの部隊についてはJFCOMの隷下で訓練が施され、必要に応じて地域別統合軍に提供されるというスタイルがとられている。
JFCOMの司令部は、バージニア州ノーフォークに置かれており、最盛時には軍人・軍属 2,800人、民間業者3,000人の計5,800人の職員が勤務していた。また、年間予算は約2億5,000万ドル（約210億円）とされる。

## 廃止
JFCOMは、2010年8月にロバート・ゲーツ国防長官（当時）より、国防関連歳出を今後5年間で1,000億ドル（約8.6兆円）削減する計画の第一段階として廃止することが発表された。この廃止に向けた作業には、イラク駐留アメリカ軍の司令官を務めたレイモンド・オディエルノ陸軍大将が最後のJFCOM司令官に補職され、あたることとなった。オディエルノ大将はAFPSの取材に対して、JFCOMが担当してきた77の主要任務のうち24が廃止されることとなり、JFCOMの廃止と業務移管によって年間4億ドルのコスト削減が見込まれると述べている。廃止される任務以外の任務については、統合参謀本部や他部隊などへ順次移管された。
2011年8月3日、バージニア州サフォークで閉鎖の式典が執り行われた。

## 組織
- アメリカ陸軍総軍(FORSCOM)
  - 第1軍 : 予備役部隊の召集・訓練と運用を行なう。
  - 第3軍団 : 重装備の機甲部隊。アメリカ陸軍の主力打撃部隊である。
  - 第18空挺軍団 : 軽装備の緊急展開部隊。
- アメリカ艦隊総軍(USFLTFORCOM)
- アメリカ海兵隊総軍(MARFORCOM)
  - 第2海兵遠征軍
- アメリカ空軍航空戦闘軍団(ACC)
- 統合戦力軍特殊作戦軍団(SOCJFCOM)
- 統合火力集中・共同作戦能力チーム（英語版）(JFIIT)

## 歴代司令官
統合戦力軍司令官のポストは、前身である大西洋軍の司令官ポストからの横滑りという形で設置され、他の統合軍と同様に司令官には代々大将（4つ星）が補職されていた。統合戦力軍司令官のうち、第2代司令官のウィリアム・カーナン陸軍大将は北大西洋条約機構（NATO）大西洋連合軍の司令官を、さらに第3代司令官であるエドマンド・ジャンバスティアーニ海軍大将から第5代司令官であるジェームズ・マティス海兵隊大将までの3人は、大西洋連合軍の後継組織である変革連合軍の最高司令官を兼務していた。
| 代   | 写真 | 氏名                                                            | 軍種                 | 着任                            | 離任           |
| ---- | ---- | --------------------------------------------------------------- | -------------------- | ------------------------------- | -------------- |
| 1    |      | ハロルド・ゲーマン・ジュニア海軍大将 en:Harold W. Gehman, Jr.   | アメリカ合衆国海軍   | 1997年9月24日 （1999年10月7日） | 2000年9月5日   |
| 2    |      | ウィリアム・カーナン陸軍大将 en:William F. Kernan               | アメリカ合衆国陸軍   | 2000年9月5日                    | 2002年10月2日  |
| 3    |      | エドマンド・ジャンバスティアーニ海軍大将 en:Edmund Giambastiani | アメリカ合衆国海軍   | 2002年9月5日                    | 2005年8月1日   |
| 代行 |      | ロバート・ワグナー陸軍中将 Robert W. Wagner                     | アメリカ合衆国陸軍   | 2005年8月1日                    | 2005年11月10日 |
| 4    |      | ランス・L・スミス空軍大将 en:Lance L. Smith                     | アメリカ合衆国空軍   | 2005年11月10日                  | 2007年11月9日  |
| 5    |      | ジェームズ・マティス海兵隊大将 James Mattis                     | アメリカ合衆国海兵隊 | 2007年11月9日                   | 2010年7月/8月  |
| 代行 |      | キース・フーバー陸軍中将 Keith M. Huber                         | アメリカ合衆国陸軍   | 2010年7月/8月                   | 2010年10月29日 |
| 6    |      | レイモンド・オディエルノ陸軍大将 en:Raymond T. Odierno          | アメリカ合衆国陸軍   | 2010年10月29日                  | 2011年         |